# Slanklijfsapwants
De slanklijfsapwants (Ischnodemus sabuleti) is een wants uit de onderfamilie Blissinae en de familie bodemwantsen (Lygaeidae).
De onderfamilie Blissinae wordt ook weleens gezien als een zelfstandige familie Blissidae in een superfamilie Lygaeoidea. Lygaeidae is conform de indeling van bijvoorbeeld het Nederlands Soortenregister.

## Uiterlijk
De slanklijfsapwants wordt gekenmerkt door een zeer slanke langwerpige vorm. Er zijn zowel landvleugelige vormen (macropteer) als kortvleugelige vormen (brachypteer). De vleugels zijn dan heel kort en een enkele keer wat langer. De basiskleur van de wantsen is zwart. De onderste rand van het halsschild is bruin, De voorvleugels zijn lichtbruin met een donkerbruine tekening. Het doorzichtige deel (membraan) van de vleugels is zwart met witte vlekken. De nimf heeft een rood achterlijf. De lengte is 4 – 6 mm.

## Verspreiding en habitat
De soort komt voor in bijna geheel Europa (is alleen afwezig in het hoge noorden) en in het westelijk deel van Noord-Afrika. Naar het oosten is hij verspreid in Siberië en de Kaukasus. Ze leven zowel in droge gebieden (als de duinen) als in vochtige gebieden.

## Leefwijze
Deze bodemwants wordt in kustgebieden gevonden op Ammophila, kweek (Elymus) en andere duingrassen. In vochtige gebieden in het binnenland worden ze vaak met grote aantallen tegelijk gevonden, met name op Glyceria en minder vaak op Kanariegras (Phalaris), Phragmites of lisdodde (Typha). Soms zijn ze in de zomer op droge plaatsen te vinden op struisriet (Calamagrostis). Als het regent schuilen de nimfen en imago’s aan de onderzijde van de bladscheden, Bij mooi weer klimmen de imago’s hoger op de stengels.
De insecten doen twee jaar over hun ontwikkeling. Overwinterende imago’s paren van eind mei tot begin juli. In de late herfst bereiken de nimfen de derde tot vijfde instar, waarna ze overwinteren. Vanaf ongeveer juli in het volgende jaar voltooien de nimfen hun ontwikkeling tot imago’s. De imago’s zijn in de winter zelfs met lage temperaturen nog actief.